# Доленє Каменє
Доленє Каменє (словен. Dolenje Kamenje) — поселення в общині Ново Место, регіон Південно-Східна Словенія, Словенія. Висота над рівнем моря: 373,7 м.